# Vladimír Malár
Vladimír Malár (12 febbraio 1976) è un ex calciatore ceco, di ruolo attaccante.

## Palmarès

### Club

#### Competizioni nazionali
- Coppa della Repubblica Ceca: 1

Slavia Praga: 1998-1999

### Individuale
- Capocannoniere della Fotbalová národní liga: 1

1999-2000 (18 reti)